# Jovice
Jovice es un municipio del distrito de Rožňava en la región de Košice, Eslovaquia, con una población estimada a final del año 2024 de 820 habitantes.
Se encuentra ubicado al oeste de la región, en la cuenca hidrográfica del río Hernád, y cerca de la frontera con la región de Banská Bystrica y Hungría.

## Demografía
| Año        | 1994 | 2004     | 2014    | 2024    |
| ---------- | ---- | -------- | ------- | ------- |
| Población  | 612  | 695      | 761     | 820     |
| Diferencia |      | +13,56 % | +9,49 % | +7,75 % |

| Año        | 2023 | 2024    |
| ---------- | ---- | ------- |
| Población  | 798  | 820     |
| Diferencia |      | +2,75 % |